# Domenico del Val
Domenico del Val (Saragozza, 1243 – Saragozza, 1250) è venerato come santo. Vittima di un omicidio rituale da parte di ebrei, la figura è legata all'accusa del sangue, ovvero alla campagna di diffamazione nei confronti della popolazione di religione ebraica accusata di uccidere bambini per berne il sangue; dopo la morte il bambino venne santificato e fu oggetto di culto fino al 1965 quando questo venne soppresso dopo il Concilio Vaticano II.
I primi riferimenti alla storia risalgono al 1583, oltre tre secoli dopo i fatti raccontati, e ha molte somiglianze con altre storie che circolavano in tutta Europa sui presunti sacrifici umani di bambini commessi da ebrei e generate dal crescente antisemitismo che si ebbe dal Medioevo in poi in tutta Europa. Questi eventi furono spesso usati come pretesto per imporre ulteriori misure repressive contro gli ebrei e un maggiore controllo su queste comunità. Della reale esistenza del bambino, così come della storia del suo presunto omicidio, non ci sono certezze mentre è certo un diffuso culto a partire dalla fine del XVI secolo.

## Storia
Secondo la leggenda era un bambino di sette anni, figlio del notaio Sancho de Val e di sua moglie Isabel, che rimase vittima di un assassinio rituale da parte degli ebrei della città mentre stava rincasando dopo aver preso parte al coro della cattedrale di Saragozza. L'episodio fa parte delle accuse del sangue, diffuse nel Medioevo e non solo, in cui si riteneva che gli ebrei facessero degli omicidi rituali. La leggenda narra che un giorno, mentre stava tornando a casa, fu ingannato da un ebreo di nome Albayuceto che lo condusse nel quartiere ebraico della città dove venne torturato in una casa da un gruppo di ebrei che poi lo crocifissero e lo ferirono a morte.
Dopo questo gli tagliarono la testa e i piedi che gettarono in un pozzo mentre il resto del corpo fu seppellito sulle rive dell'Ebro. La famiglia cercò invano il bambino fino a quando, un giorno, due pescatori che erano nel fiume videro un forte raggio di sole che illuminava un punto sulla riva dove si recarono e iniziarono a scavare fino a quando non trovarono i resti del bambino. Un'altra versione riporta che i resti vennero ritrovati sette mesi dopo il giorno della scomparsa grazie a un fuoco fatuo verificatosi sulle rive dell'Ebro (il fuoco fatuo è un incendio che esce improvvisamente dalla terra a causa dei gas rilasciati da materiali decomposti). Venne quindi scavato in corrispondenza del fenomeno e venne ritrovato il corpo di un bambino privo di testa che presentava fori causati da chiodi nei palmi delle mani e dei piedi.
I responsabili si fermarono in una chiesa per motivi poco chiari e furono trovati con il cuore del ragazzo. Confessarono, e tutti gli ebrei di Saragozza furono giustiziati a causa del loro complotto omicida e probabilmente fittizio.
I resti furono trasportati nella chiesa di Sant'Egidio e successivamente furono spostati nella cattedrale, dove poi gli venne intitolata una cappella e presso cui le reliquie sono tuttora presenti e venerate. Uno dei crocifissori successivamente si sarebbe convertito al Cristianesimo dopo aver chiesto perdono del suo delitto.
La memoria liturgica era inserita nel Proprium sanctorum della Chiesa di Saragozza ed è stata epurata come quella di altri casi (Simonino di Trento, Lorenzino Sossio da Marostica) in quanto ritenuta poi un possibile motivo di istigazione all'antisemitismo. Tuttavia nella cattedrale di Saragozza vi è ancora una cappella a lui dedicata.